# Цудикер, Боб
Роберт «Боб» Цудикер (англ. Robert "Bob" Tzudiker) (род. 28 августа 1953) — американский сценарист и актёр. Цудикер наиболее известен тем, что вместе со своей женой Нони Уайт создал и написал сценарий для фильма «Продавцы новостей», который был основан на реальной забастовке газетчиков 1899 года. «Продавцы новостей» начинались как «классическая история аутсайдера, вырванная из учебников истории», когда сценаристы Уайт и Цудикер обратились к продюсеру Майклу Финнелу с идеей немузыкальной драмы; однако глава студии Disney Джеффри Катценберг перенаправил проект на мюзикл.
Он разделяет приписывание сценария для мультфильмов Disney «Тарзан», «Горбун из Нотр-Дама» и «Анастасия» и фильм Disney «102 далматинца» со своей женой. Он также участвовал в создании мультфильма «Король Лев» и написал сценарии для всех крупных студий.
Сценическая версия «Продавцов новостей» открылась 29 марта 2012 года, и закрылась 24 августа 2014 года, собрав более 100 миллионов долларов. Трехдневный кинопоказ 2017 года «Продавцы новостей: Бродвейский мюзикл!» побил рекорды по продаже билетов и стал самым прибыльным бродвейским мероприятием на сегодняшний день по версии Fathom Events.
Он является членом сценариного отделения Академии кинематографических искусств и наук. Он получял номинации на премию «Энни» за лучший сценарий в анимационном полнометражном фильме три раза, перывй раз вместе с Тэбом Мёрфи, Нони Уайт, Ирен Меччи и Джонатаном Робертсом за «Горбуна из Нотр-Дама» второй раз с Эриком Тачменом, Сьюзан Готье, Брюсом Грэмом и Нони Уайт за «Анастасию» и третий раз с Тэбом Мёрфи и Нони Уайт за «Тарзана».
В настоящее время он является адъюнкт-профессором сценария в отделе сценариев Джона Уэллса для экрана и телевидения в Школе кинематографических искусств Университета Южной Калифорнии.
До карьеры сценариста Боб работал актёром, снимаясь в фильмах «Вспомнить всё», «Безжалостные люди», и телесериале «Блюз Хилл-стрит» и многих других. Он окончил Колледж Святого Иоанна в Аннаполисе, Мэриленд.

## Фильмография

### Сценарист
| Год  | Название                | Заметки |
| ---- | ----------------------- | --- |
| 1987 | Что сейчас происходит!! | эпизод «Mad Money» (с Нони Уайт) |
| 1992 | Продавцы новостей       | с Нони Уайт |
| 1994 | Король Лев              | Дополнительный сюжетный материал (с Джей. Ти. Алленом, Джорджем Скрибнером, Мигелем Техада-Флоресем, Дженни Трипп, Кристофером Воглером, Кирком Уайзом и Нони Уайт) |
| 1996 | Горбун из Нотр-Дама     | с Тэбом Мёрфи, Нони Уайт, Ирен Меччи и Джонатаном Робертсом |
| 1997 | Анастасия               | с Эриком Тачменом, Сьюзан Готье, Брюсом Грэмом и Нони Уайт |
| 1999 | Тарзан                  | с Тэбом Мёрфи и Нони Уайт |
| 2000 | 102 далматинца          | с Кристен Бакли, Брайаном Риганом, и Нони Уайт |
| 2005 | Тарзан II               | с Нони Уайт, Джимом Каммерудом и Брэдом Смитом |
| TBA  | Горбун из Нотр-Дама     | Креативный консультант (с Тэбом Мёрфи, Нони Уайт, Ирен Меччи и Джонатаном Робертсом)                                                                                |

### Актёр
| Год  | Название                                 | Роль              | Заметки   | Пр.    |
| ---- | ---------------------------------------- | ----------------- | --------- | ------ |
| 1977 | Питер Ланди и жеребец вмедицинской шляпе | Пи Ви             | Телефильм | [ 21 ] |
| 1979 | Бутч и Сандэнс: Ранние дни               | Мужчина на улице  |           | [ 22 ] |
| 1984 | Больше, чем убийство                     | Доктор            | Телефильм | [ 23 ] |
| 1985 | В одиночку                               | Фарли             |           | [ 24 ] |
| 1986 | Безжалостные люди                        | Поверенный Сэма   |           | [ 25 ] |
| 1986 | Синдром «Омега»                          | Гарри             |           | [ 26 ] |
| 1986 | Золотой ребёнок                          | Клиент-бизнесмен  |           | [ 27 ] |
| 1987 | Маршалы США: Уэйко и Райнхарт            | Эд Пиви           | Телефильм | [ 28 ] |
| 1987 | Уокер                                    | Гарнисон          |           | [ 29 ] |
| 1988 | Лягушка                                  | Доктор Хардинг    | Телефильм | [ 30 ] |
| 1988 | Бегущая мишень                           | Бизнесмен         | Телефильм | [ 31 ] |
| 1988 | Похоронная школа                         | Мистер Биаллисток |           | [ 32 ] |
| 1990 | Вспомнить всё                            | Доктор            |           | [ 33 ] |
| 1993 | Великий О'Грейди                         | Отец Джонатана    | Телефильм | [ 34 ] |

## Номинации
| Год  | Награда              | Категория                                            | Номинированная работа | Результат |
| ---- | -------------------- | ---------------------------------------------------- | --------------------- | --------- |
| 1996 | Премия «Энни»        | Лучший сценарий в анимационном полнометражном фильме | Горбун из Нотр-Дама   | Номинация |
| 1997 | Премия «Энни»        | Лучший сценарий в анимационном полнометражном фильме | Анастасия             | Номинация |
| 1999 | Премия «Энни»        | Лучший сценарий в анимационном полнометражном фильме | Тарзан                | Номинация |
| 2006 | DVD Exclusive Awards | Лучший сценарий (за DVD-премьеру фильма)             | Тарзан II             | Номинация |

## Заметки
1. ↑  вместе с Тэбом Мёрфи, Нони Уайт, Ирен Меччи и Джонатаном Робертсом
2. ↑  вместе с Эриком Тачменом, Сьюзан Готье, Брюсом Грэмом и Нони Уайт
3. ↑  вместе с Тэбом Мёрфи и Нони Уайт
4. ↑  вместе с Нони Уайт, Джимом Каммерудом[англ.] и Брэдом Смитом